# Dodge Kingsway
Der Dodge Kingsway war ein Personenkraftwagen, den Chrysler in den Vereinigten Staaten ausschließlich für Exportmärkte baute. 1946 erschien der erste Kingsway. Vorher hatten die Exportmodelle, die auf US-amerikanischen Plymouth-Modellen basierten, keine besonderen Modellbezeichnungen.
Der Kingsway war ein Plymouth mit Dodge-Emblemen, aber häufig auch mit Stoßfängern und anderen Ausstattungsdetails aus dem Dodge-Baukasten ausgestattet. Sie sollten Dodge-Händlern in Übersee helfen, Autos in den unteren Preisklassen zu verkaufen. Das erste reine Exportmodell entstand 1935 und diese Praxis wurde bis 1959 fortgesetzt. Es gab viele verschiedene Karosserieausführungen, die meistens davon abhingen, wohin das Modell exportiert wurde und welche Plymouth-Modelle gerade aktuell waren. Die Fahrzeuge wurden in Detroit (Michigan) oder Windsor (Ontario) gebaut.
Der Kingsway war jeweils das billigste Modell. Es hatte basierte 1949–1952 auf dem Plymouth-Modell mit 2819 mm Radstand, 1954–1958 auf dem Plymouth Plaza und 1959 auf dem Plymouth Savoy. Der Kingsway DeLuxe basierte 1946–1950 auf dem Plymouth Deluxe, 1951–1953 auf dem Plymouth Cambridge, 1951–1958 auf dem Plymouth Savoy und 1959 auf dem Plymouth Belvedere. Die Spitzenausführung Kingsway Custom war die Dodge-Version des Plymouth Special Deluxe (1946–1950), des Plymouth Cranbrook (1951–1953), des Plymouth Belvedere (1954–1958) und des Plymouth Fury (1959). Nur 1959 wurde der Kingsway Lancer angeboten, der auf dem Plymouth Sport Fury fußte.
Mit der Einführung des Dodge Dart 1960 ließ man den Kingsway auslaufen.

## Kingsway in Kanada
Zum ersten Mal tauchte der Name Kingsway 1940 bei einem Exportmodell für Kanada auf, bei dem es sich um einen mit Dodge-Emblemen versehenen Plymouth Roadking handelte. Das Grundmodell hatte nur ein Rücklicht, eine Sonnenblende und einen Scheibenwischer – jeweils auf der Fahrerseite. Die Karosserie war 100 % Plymouth mit Emblemen, Kühlerfigur und Kühlergrill von Dodge. Es gab ein 2-türiges Business Coupe und Limousinen mit 2 oder 4 Türen.
Nachfolger 1941 war ein Kingsway auf Basis des Plymouth D20. Es gab nun zwei Ausführungen: Grundmodell und Special. Der Special kostete CDN-$ 25,-- mehr als das Grundmodell. Die Karosserieformen entsprachen denen von 1940, aber es gab zusätzlich ein 5-sitziges Coupé mit Notsitzen hinten.
1942 wurde der Kingsway in DeLuxe umbenannt, ein Name, der vom Plymouth-Grundmodell übernommen wurde. Auch 1946–1950 war der DeLuxe der billigste Dodge.
Chrysler Canada führte den Namen Kingsway 1951 wieder auf dem kanadischen Markt ein. Er bezeichnete einen umgewidmeten Plymouth Concord und ersetzte den 1949–1950 genutzten Namen DeLuxe für die Modelle mit 2819 mm Radstand.
Die 1951er-Kingsway-Palette bestand aus einem 2-türigen Business Coupe, einer 2-türigen Fließhecklimousine, einem 3-türigen „Suburban“-Kombi und einem 3-türigen „Savoy“-Kombi. Der Savoy besaß die Innen- und Außenausstattung der teureren Modelle. Dus Business Coupe entfiel 1952. Zusammen mit dem Plymouth Concord wurde auch der kanadische Kingsway 1953 eingestellt.

## Kingsway in Indien
Der Kingsway und der Plymouth Savoy wurden Ende der 1950er-Jahre auch in Indien von Premier montiert.

## Kingsway in Australien

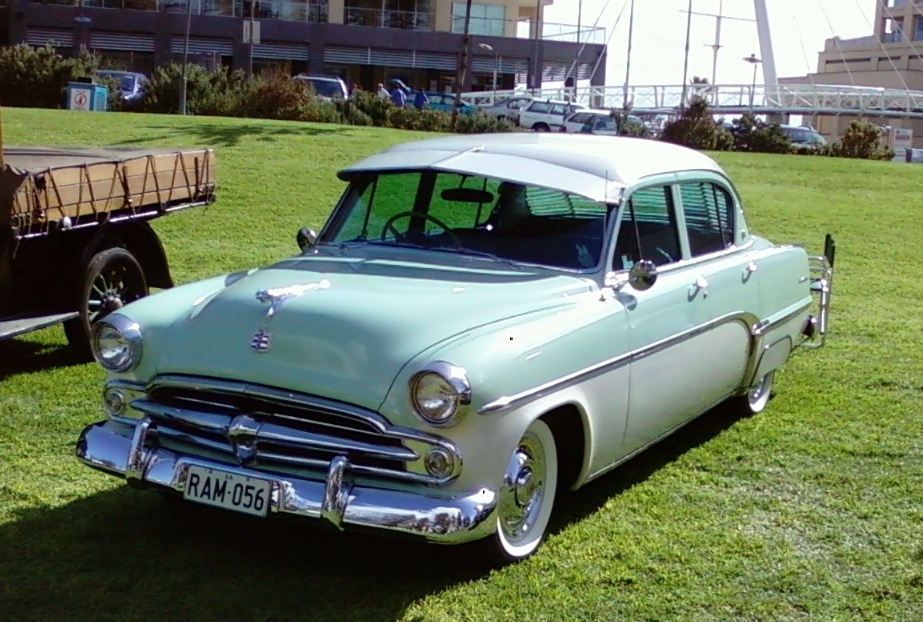
Dodge Kingsway Coronet Limousine, die 1956 von Chrysler Australia im Werk Keswick (Südaustralien) gebaut wurde.

Ein Kingsway-Modell auf Basis des Plymouth P25 von 1954 wurde von 1954 bis 1957 von Chrysler Australia gebaut. Eine Australien entwickelte Ute-Version des Kingsway wurde 1956 eingeführt.